# Anděl svádí ďábla
Anděl svádí ďábla je česká filmová hudební komedie z roku 1988. Jde o volné pokračování filmové komedie Anděl s ďáblem v těle. Film byl natočen v roce 1988 v režii Václava Matějky.

## Obsah
Děj se odehrává v roce 1930 a opět se můžete setkáváme s Renátou zvanou Anděl, dříve prostitutkou, nyní manželkou bankéře Justice a majitelkou nevěstince Riviéra. Elegantní Madam Gabriela, které podnik předtím patřil, tu nyní pracuje jako pouhá ředitelka a osnuje nové intriky, aby získala zpět vše, co ztratila a současně aby zničila Renátu. Nástrojem její pomsty se má stát šarmantní sňatkový podvodník Jaroslav, kterého v podniku uvede jako barona Slawického. Podaří se jí probudit Renatin zájem a tak se zdá, že past brzy zaklapne. Jenže vše nakonec dopadne jinak.

## Obsazení
- Božidara Turzonovová – madam Gabriela
- Zdena Studenková – Renáta
- Josef Nedorost – Jaroslav
- Jan Hartl – Justic
- Josef Větrovec – policejní ředitel
- Miloš Kopecký – ministr
- Dagmar Veškrnová-Havlová, Jana Paulová, Dagmar Patrasová, Eva Jeníčková,... prostitutky
- Jiří Korn – Artur
- Marián Labuda – velkostatkář Ďuranský
- Eva Asterová – Jeanette[1]

## Tvůrci
- Václav Matějka – režie
- Drahoslav Makovička – námět, scénář
- Jiří Svoboda – hudba
- Zdeněk Rytíř – text písní
- František A. Brabec – asistent kamery